# Mowaia Bashir Koko
Mowaia Bashir Koko (17 aprile 1986) è un calciatore sudanese, difensore dell'Al-Ittihad.

## Carriera

### Club
Dal 2010 gioca nel campionato sudanese.

### Nazionale
Ha esordito con la maglia della Nazionale nel 2011.